# 氟硼酸钾
氟硼酸鉀（化学式：KBF4）別名硼氟化鉀及四氟合硼酸鉀，是氟硼酸的钾盐。微溶於水，溶解度4.4 g/L (20℃)，不溶於冷乙醇及鹼溶液，可微溶於熱乙醇。
氟硼酸鉀的製備可由氫氟酸與硼酸作用後，再用氫氧化鉀中和而得。氟硼酸鉀可做為焊接時的助熔劑。

## 制备
氟硼酸和碳酸钾反应:
𝐾2𝐶𝑂3+2𝐻𝐵𝐹4→ 2𝐾𝐵𝐹4+𝐶𝑂2↑+𝐻2𝑂